# SS Botany Bay
SS Botany Bay is een fictief ruimteschip in het Star Trekuniversum.
De SS Botany Bay was een nucleair aangedreven Aards ruimteschip dat in 1996 werd gelanceerd. Het was een schip dat een relatief lage snelheid had, waardoor het noodzakelijk was dat de bemanning in een koude winterslaap werd gebracht, vanwege de zeer lange reistijd naar andere sterrenstelsels. Dit type schip, aangeduid als DY-100 klasse ruimteschip, werd ook wel slaapschip genoemd. Door de ontwikkeling van de sublicht aandrijving in 2018, werden slaapschepen vanaf die tijd niet meer gebruikt.
De SS Botany Bay werd gebruikt door Khan Noonien Singh en zijn volgelingen om de Aarde te ontvluchten, nadat hij was afgezet als heerser over een kwart van de Aarde. Bijna 300 jaar later, in 2267 in de aflevering Space Seed, werd de Botany Bay onderschept door de USS Enterprise NCC-1701. Nadat Khan had geprobeerd de Enterprise te kapen werd hij met zijn bemanning verbannen naar Ceti Alpha V. Hier werden delen van de Botany Bay op de planeet geplaatst als onderkomen voor Khan en zijn volgelingen.